# Navajo Mountain
Navajo Mountain (en español, montaña del navajo) es el nombre de un lugar designado por el censo ubicado en el condado de San Juan en el estado estadounidense de Utah. En el año 2000 tenía una población de 379 habitantes y una densidad poblacional de 4,6 personas por km².

## Geografía
Navajo Mountain se encuentra ubicado en las coordenadas 37°2′58″N 110°46′26″O / 37.04944, -110.77389. Según la Oficina del Censo, la localidad tiene un área total de 81,8 km² (31,6 mi²), de la cual toda es tierra.

## Demografía
Según la Oficina del Censo en 2000, habían 379 personas y 79 familias residentes en el lugar, 96,83% de los cuales eran personas nativas de los Estados Unidos, 2,9% de raza blanca y 0,26 declararon tener más de una raza. 
Según la Oficina del Censo en 2000 los ingresos medios por hogar en la localidad eran de $14,196, y los ingresos medios por familia eran $13,929. Los hombres tenían unos ingresos medios de $8,750 frente a los $23,750 para las mujeres. La renta per cápita para la localidad era de $6,265. Alrededor del 65.4% de la población estaban por debajo del umbral de pobreza.